# 조인영 (레이싱 모델)
조인영(1990년 6월 29일 ~ )은 대한민국의 레이싱 모델이다.  키 172 몸무게 48

## 경력

### 레이싱모델 경력
- 2013년 - 서울오토살롱 레이싱모델
- 2013년 - 제4회 대구 스트리트 모터페스티벌 레이싱모델
- 2014년 - 부산국제모터쇼 쉐보레 레이싱모델
- 2014년 - 아시안 르망 시리즈 레이싱모델
- 2014년 - 서울오토살롱 레이싱모델
- 2014년 - 미스디카 아웃도어 모터쇼 레이싱모델
- 2015년 - 서울모터쇼 쉐보레 레이싱모델
- 2015년 - 서울오토살롱 레이싱모델
- 2016년 - 서울오토살롱 레이싱모델
- 2017년 - 서울모터쇼 쉐보레 레이싱모델
- 2018년 - 넥센타이어 스피드 레이싱 레이싱모델
- 2018년 - 서울오토살롱 ADRO & GP 포즈모델
- 2019년 - 서울모터쇼 쉐보레 레이싱모델
- 2022년 - Hyundai motor club 레이싱모델
- 2023년 - CJ superrace 2K BODY 레이싱모델
- 2024년 - CJ superrace egoracing 레이싱모델

## 수상
- 2013 - 제2회 한국 레이싱모델 어워즈 베스트 신인모델상
- 2014 - 제3회 한국 레이싱모델 어워즈 올해의 모터스포츠 우수모델상
- 2014 - 제3회 한국 레이싱모델 어워즈 세종아이앤텍 특별상
- 2015 - 제4회 한국 레이싱모델 어워즈 올해의 모터쇼 최우수모델상
- 2024 - 한국 레이싱모델 어워즈 대상